# São João do Itaperiú
São João do Itaperiú ist eine brasilianische Gemeinde im Bundesstaat Santa Catarina. Der Ort hat eine Fläche von 151,9 km² und grenzt an die Gemeinden Araquari, Barra Velha, Guaramirim, Luiz Alves und Massaranduba.

## Geschichte
Das Land, auf dem sich heute die Gemeinde São João do Itaperiú befindet, wurde von Guaraní-Indianern bewohnt. Durch diese Region führte ein Pfad namens Peabiru, den die Indianer benutzten, wenn sie vom Inneren des Kontinents zur Küste zogen. Itaperiú ist ein Wort mit Ursprung in den Tupi Guarani und wurde von den Indianern verwendet, um den Fluss zu bezeichnen, der durch den Ort fließt. Laut dem Tupi-Wörterbuch bedeutet Itaperiú „Kopf aus Stein“.

## Bevölkerung
Die Einwohnerzahl betrug im Jahr 2022 4463. Die Hauptethnien sind Azorer, Italiener, Deutsche und Polen.

## Wirtschaft
Die Gemeinde ist vorwiegend in kleine und mittlere Anwesen unterteilt, auf denen hauptsächlich Bananen und Reis angebaut werden. Auch die Holzgewinnung und die Herstellung von Maniokmehl werden hervorgehoben. Die Stadt verfügt über zwei große Schlachthöfe. Trotz der natürlichen Schönheit der Gemeinde gibt es kein Projekt zur touristischen Entwicklung.